# Hochwasserspeicher Liebenstein

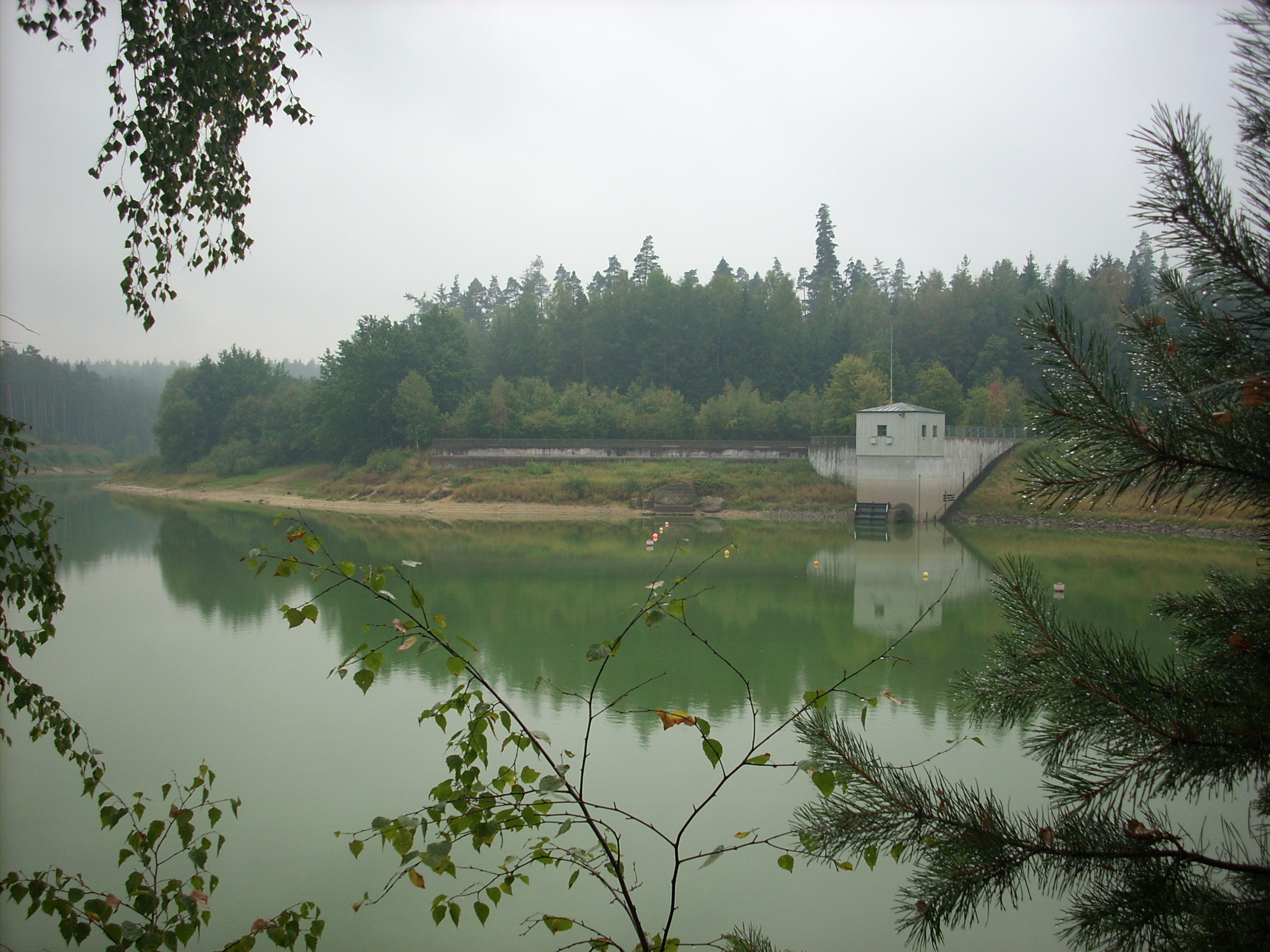
Liebensteinspeicher, Blick nach Westen auf Überlauf und Wehr. Der Damm liegt am rechten Bildrand.

Der Liebensteinspeicher (umgangssprachlich „Hochwasserspeicher Liebenstein“ oder „Stausee Liebenstein“) ist ein künstlicher, zum Hochwasserschutz angelegter Stausee bei Liebenstein (Ortsteil der Gemeinde Plößberg) und Tirschenreuth im oberpfälzischen Landkreis Tirschenreuth in Bayern.

## Geografie und Geschichte
Das Gewässer liegt 20 km nordöstlich von Weiden. Der Speicher wird von der Tirschenreuther Waldnaab durchflossen.
Erbaut wurde das Hochwasserrückhaltebecken von 1965 bis 1968. In den 1990er Jahren wurde die Anlage zweimal modernisiert. Der Staudamm besteht aus Erdschüttmaterial.

## Nutzung
Außerdem wird der Stausee zur Niedrigwasseraufhöhung und zur Stromgewinnung genutzt. Ein Kleinwasserkraftwerk mit einer Francisturbine mit 132 Kilowatt Leistung erzeugt etwa 0,55 Mio. kWh elektrische Energie pro Jahr.
Wegen seiner landschaftlich reizvollen Lage ist der Liebensteinspeicher ein beliebtes Naherholungsgebiet. Die Umgebung des Speichers lädt ein zum Bootsfahren (Rudern, Paddeln), zum Angeln und Wandern. Das Zelten ist seit einigen Jahren nicht mehr gestattet.

## Fauna und Flora
Der Stausee bzw. seine Uferbereiche und die nähere Umgebung sind Lebensraum seltener Tier- und Pflanzenarten.

## Zwischenfälle
- Am 17. März 2020 wurde aus dem Hochwasserspeicher Liebenstein der Leichnam einer 71-jährigen Frau geborgen.[2]